# 嘉会洞
嘉会洞（カフェドン、韓国語：가회동 発音）は、ソウル特別市鐘路区にある行政洞。

## 概要
嘉会洞は鐘路区の中央部に位置している行政洞である。南北に細長い地域である。北東は恵化洞に接し、東と南は鐘路1.2.3.4街洞に接している。西は三清洞に接している。

## 法定洞
管轄の法定洞は以下のとおりである。
- 嘉会洞 （カフェドン、가회동）
- 斎洞 （チェドン、재동）
- 桂洞 （ケドン、계동）
- 苑西洞 （ウォンソドン、원서동）